# Amphoe Phayuha Khiri
Amphoe Phayuha Khiri (Thai: อำเภอ พยุหะคีรี) ist ein Landkreis (Amphoe – Verwaltungs-Distrikt) der Provinz Nakhon Sawan. Die Provinz Nakhon Sawan liegt im südlichen Teil der Nordregion von Thailand.

## Geographie
Benachbarte Distrikte (von Norden im Uhrzeigersinn): die Amphoe Krok Phra, Mueang Nakhon Sawan, Tha Tako, Tak Fa und Takhli der Provinz Nakhon Sawan, sowie Amphoe Manorom der Provinz Chai Nat und Amphoe Mueang Uthai Thani der Provinz Uthai Thani.

## Geschichte
Phayuha Khiri ist eine alte Stadt. Sie lag zwischen den beiden großen Städten Phra Bang (heute Nakhon Sawan) und Chai Nat Buri (heute Chai Nat). Sie lag ebenfalls an der Standard-Marschroute der Militärtruppen der Königreiche von Sukhothai und Ayutthaya.

## Ausbildung
Im Amphoe Phayuha Khiri befindet sich der Nebencampus Nakhon Sawan der Mahidol-Universität.

## Verwaltung

### Provinzverwaltung
Der Landkreis Phayuha Khiri ist in elf Tambon („Unterbezirke“ oder „Gemeinden“) eingeteilt, die sich weiter in 125 Muban („Dörfer“) unterteilen.
| Nr. | Name                | Thai        | Muban | Einw.  |
| --- | ------------------- | ----------- | ----- | ------ |
| 01. | Phayuha             | พยุหะ        | 09    | 10.747 |
| 02. | Noen Makok          | เนินมะกอก    | 12    | 05.808 |
| 03. | Nikhom Khao Bo Kaeo | นิคมเขาบ่อแก้ว | 16    | 06.375 |
| 04. | Muang Hak           | ม่วงหัก       | 10    | 02.287 |
| 05. | Yang Khao           | ยางขาว      | 09    | 03.909 |
| 06. | Yan Matsi           | ย่านมัทรี      | 07    | 04.735 |
| 07. | Khao Thong          | เขาทอง      | 12    | 07.468 |
| 08. | Tha Nam Oi          | ท่าน้ำอ้อย     | 08    | 02.837 |
| 09. | Nam Song            | น้ำทรง       | 11    | 06.387 |
| 10. | Khao Kala           | เขากะลา     | 19    | 08.554 |
| 11. | Sa Thale            | สระทะเล     | 12    | 03.214 |

### Lokalverwaltung
Es gibt zwei Kommunen mit „Kleinstadt“-Status (Thesaban Tambon) im Landkreis:
- Tha Nam Oi Muang Hak (Thai: เทศบาลตำบลท่าน้ำอ้อยม่วงหัก) bestehend aus den kompletten Tambon Muang Hak, Tha Nam Oi.
- Phayuha (Thai: เทศบาลตำบลพยุหะ) bestehend aus Teilen des Tambon Phayuha.

Außerdem gibt es neun „Tambon-Verwaltungsorganisationen“ (องค์การบริหารส่วนตำบล – Tambon Administrative Organizations, TAO)
- Phayuha (Thai: องค์การบริหารส่วนตำบลพยุหะ) bestehend aus Teilen des Tambon Phayuha.
- Noen Makok (Thai: องค์การบริหารส่วนตำบลเนินมะกอก) bestehend aus dem kompletten Tambon Noen Makok.
- Nikhom Khao Bo Kaeo (Thai: องค์การบริหารส่วนตำบลนิคมเขาบ่อแก้ว) bestehend aus dem kompletten Tambon Nikhom Khao Bo Kaeo.
- Yang Khao (Thai: องค์การบริหารส่วนตำบลยางขาว) bestehend aus dem kompletten Tambon Yang Khao.
- Yan Matsi (Thai: องค์การบริหารส่วนตำบลย่านมัทรี) bestehend aus dem kompletten Tambon Yan Matsi.
- Khao Thong (Thai: องค์การบริหารส่วนตำบลเขาทอง) bestehend aus dem kompletten Tambon Khao Thong.
- Nam Song (Thai: องค์การบริหารส่วนตำบลน้ำทรง) bestehend aus dem kompletten Tambon Nam Song.
- Khao Kala (Thai: องค์การบริหารส่วนตำบลเขากะลา) bestehend aus dem kompletten Tambon Khao Kala.
- Sa Thale (Thai: องค์การบริหารส่วนตำบลสระทะเล) bestehend aus dem kompletten Tambon Sa Thale.